# Kenji Tomiki
Kenji Tomiki (富木 謙治, Tomiki Kenji) (Senboku, 15 de março de 1900 – 25 de dezembro de 1979) foi um mestre de aiquidô. Além do aikido, do qual desenvolveu a modalidade desportiva, era mestre de judô.